# Arirang TV
Arirang TV (em coreano: 아리랑 TV) é uma rede de televisão sul-coreana operada pela Korea International Broadcasting Foundation. Ela está sediada em Seul, Coreia do Sul.

## Programas
- 100 Icons of Korean Culture
- A History of East Asian Culinary Exchange
- a Plus
- Affairs of the Heart
- Ancestral Legacies
- Apple Tree
- Arirang Arabic News
- Arirang Bulletin
- Arirang Cafe
- Arirang News
- Arirang Prime
- Arirang Special
- Arirang Sports M
- Arirang Today
- Arirang Today World Edition
- Asia and the Cities
- Asian Cuisine Tour
- Battle Shinwa
- Beyond Borders
- Biz Today
- Buzz in Business
- Cartoon Time
- Cine-Lab
- Click! Digital Camera
- Company Close Up
- Contenders
- Coree Arirang
- CrossWorld People
- Cuisine Korea
- Cuisine Tour
- Day Break
- Diplomacy Lounge
- Drama Platinum
- Drama Theater
- Dream It
- Documenraty World
- Dynamic Korea
- Economix Korea
- Edward's Live Kitchen
- Electropia
- Encore Documentary
- eSports
- Face to Face
- Fareway to Refreshing
- Festive Journey
- FOODelicious
- Franceska
- GEO Korea
- Great Pathfinders
- Hand in Hand
- Health For All
- Heart to Heart
- Homey Korean
- Host Family
- I Love Korea
- IDCF Special Cartoons
- In Focus
- In Law's War
- In Style Plus
- In Your Eyes
- Innovation Korea
- InStyle
- InStyle Plus
- Invest Korea
- It City
- Kidsland Wowow
- Kitchen Road
- Korea 101
- Korea Now
- Korea This Week
- Korea Today
- Korea, The World's Best
- Korean Freakonomists
- Korean National Parks
- Korean News Update
- Korean Odyssey
- Let's Speak Korean
- Love or Nothing
- Love's Pinwheel
- Lush Life
- Made in Korea
- Michel
- More Than Kimchi
- Movie World
- Museum Circuit
- My Funky Family
- National Treasures
- Nature's Symphony
- Nonstop
- On the Road
- Peninsula Scope
- People & People
- Poetic Korea
- Perform Arts
- Photo Essay
- Pops in Seoul
- Power Market
- Power Product
- Quiz Champions
- Rank Korea
- Real Express
- Real Talk
- Scenery of Korea
- Screen Flash
- Show Music Tank
- Showbiz Extra
- Showbiz Korea
- Showbiz World
- Showking M
- Sitcom
- Some Like it Hot
- Sound & Motion
- Sports Express
- Spring Day
- STAR Real Story, "I Am"
- Starlit Promenade
- Superkids
- Talk Around
- Taste Your Life
- Tasty Trail with Benjamin
- The Contenders
- The Great Aspiration
- The Legacy of Historical Architecture
- The Semipermanent
- The Water Bloom
- Thumb Bear Kkomzi
- Trading Post
- Traditional Symbols
- Traveler's Korean
- Two Chefs
- Veiled Truth
- W 24/7
- Wave Markers
- Way Station
- WEG Programs
- Win Win
- Winning Choice
- Wiz & Biz Korea
- Working It
- World Best Restaurant
- World Sports
- World Wonders
- Ya Tribe